# Delias inexpectata
Delias inexpectata is een vlindersoort uit de familie van de Pieridae (witjes), onderfamilie Pierinae.
Delias inexpectata werd in 1915 beschreven door Rothschild.